# Зацепин, Антон Владимирович
 Анто́н Влади́мирович Заце́пин (род. 20 мая 1982, Сегежа, Карельская АССР, РСФСР, СССР) — российский певец, танцор, актёр, педагог. Финалист телевизионного проекта «Фабрика звёзд-4».

## Биография
С детства Антона интересовали танцы. Повзрослев, он решил открыть эстрадную школу бальных танцев. Ему помогла мама — профессиональный хореограф. Работал в танцевальной школе-студии до поступления в Санкт-Петербургский Институт культуры и искусств имени Крупской (факультет эстрадного мастерства и художественной коммуникации, отделение «Хореография»).
В Санкт-Петербурге в 2004 году Антон прошёл предварительный кастинг «Фабрики звёзд» и отправился в Москву на итоговое прослушивание, где стал участником проекта «Фабрика звёзд — 4». Продюсером проекта являлся народный артист России, композитор Игорь Крутой. Певец стал обладателем второго места на «Фабрике». На песню Игоря Николаева «Книжки о любви» был снят клип по мотивам «Евгения Онегина», где певец с «пушкинскими» бакенбардами играл обычного человека XIX века. Клип снимался в музее-квартире Пушкина на Мойке; по утверждениям некоторых СМИ, в кадре Зацепин держит в руках перо, которым пользовался сам поэт. В том же 2004 году исполненная им в дуэте с Надеждой Кадышевой песня «Широка река» заняла первое место в хит-параде Русского радио «Золотой граммофон».
В 2014 году Антон оканчивает заочное отделение актёрского факультета ГИТИС (мастерская В. А. Андреева и А. А. Бармак) и подписывает контракт со звукозаписывающим лейблом «Хорошие люди». Совместно со студией Монолит в свет выходит композиция «Ты знаешь». В сентябре 2014 года состоялись съёмки клипа, а в октябре состоялась презентация клипа с участием звёзд российской эстрады, СМИ и музыкальной общественности. Антон записывает новые песни, готовит дуэт с популярной группой и продолжает гастролировать с туром «Зацепин. Возвращение».
В сентябре 2015 года Зацепин расторг контракт с лейблом «Хорошие люди».
В конце 2016 года выходит новый сингл певца под названием «Убежала». Видеоклип на данную композицию был снят 2 декабря 2016 года, а увидел свет 5 февраля.
Преподаёт в Школе Эстрадного Искусства «SAZ» и в Академии искусств Виктора Салтыкова и Александра Ягья.
В 2019 году Зацепин принял участие в «народном» сезоне шоу «Один в один!».

### Личная жизнь
Был женат на Екатерине Шмыриной. Разведён, есть дочь Александра-Марта. Женат на Елене Вербицкой, радио- и телеведущей, астрологе.

## Дискография
Альбомы
- «Тобой одной» (2008)

## Синглы
- Грязнули (при участии группы Space4) (2012)
- Невозможно не любить (при участии группы Space4) (2012)
- Корабли (при участии группы Space4) (2013)
- Метель (2013)
- Кукла вуду (2013)
- Ты знаешь (2014)
- Олюшка (prod. Speen Beatz) (2015)
- Убежала (2016)

## Видеография
| Год  | Клип                                    | Режиссёр           | Альбом      |
| ---- | --------------------------------------- | ------------------ | ----------- |
| 2004 | «Ниже ростом только Губин (концертный)» | -                  | Тобой одной |
| 2004 | «Книжки о любви»                        | Александр Игудин   | Тобой одной |
| 2004 | «Широка река (концертный)»              | -                  | Тобой одной |
| 2005 | «Улетаю»                                | Владислав Опельянц | Тобой одной |
| 2008 | «Знаю, будем вместе»                    | Резо Гигинеишвили  | TBA         |
| 2014 | «Ты знаешь»                             | -                  | -           |
| 2015 | «Олюшка»                                |                    | TBA         |
| 2017 | «Убежала»                               |                    |             |

## Фильмография
| Год       |   | Название               | Роль                  |
| --------- | - | ---------------------- | --------------------- |
| 2021      | с | Несмотря ни на что     | Шурик                 |
| 2017      | ф | Яна+Янко               | эпизод (нет в титрах) |
| 2007—2008 | с | Любовь - не шоу-бизнес | эпизод (нет в титрах) |

## Работа в рекламе
В 2022 году снялся в рекламе «Сравни ру».